# 蔦木盛次
蔦木 盛次（つたき もりつぐ）は、戦国時代から江戸時代初期の武将。元は知見寺氏を称し、後年になって蔦木氏と改めた。

## 略歴
武川衆に属する甲斐の武士で、父盛正は武田信玄に仕えて上田原の戦いで戦死している。自身も当初は信玄・勝頼の2代に仕えた。天正10年（1582年）武田氏滅亡後は本領に閉居する。同年、天正壬午の乱が起きて徳川家康が甲斐に進駐すると、盛次は他の武川衆とともに小沼小屋を占領して家康に従属し、敵の間諜を捕らえるなどの功を上げて本領を安堵される。天正12年（1584年）からは信濃勝間砦に入って真田昌幸に備え、後に小牧・長久手の戦いへの増援として牧野康成の配下として一宮を守備した。天正13年（1585年）第一次上田合戦では大久保忠世の配下として従軍。天正18年（1590年）小田原征伐にも従軍し、戦後は武蔵鉢形に所領を移す。文禄元年（1593年）には山本成行に従って伊豆山中に出張し、朝鮮出兵に用いるの造船のための木材を供出した。慶長5年（1600年）第二次上田合戦に従軍。慶長8年（1603年）甲斐の本領を回復した。慶長13年（1608年）徳川義直が甲斐から尾張へと移ると、他の武川衆とともに甲府城番となった。慶長末の大坂の陣にはいずれも従軍し、大坂城落城後、主命によって家名を蔦木と改めた。元和2年（1616年）からは徳川忠長に附属。